# Saint-Sulpice VD
| VD ist das Kürzel für den Kanton Waadt in der Schweiz. Es wird verwendet, um Verwechslungen mit anderen Einträgen des Namens Saint-Sulpice zu vermeiden. |

Saint-Sulpice ist eine politische Gemeinde im Bezirk Ouest lausannois des Kantons Waadt in der Schweiz.

## Geographie
Saint-Sulpice liegt auf 394 m ü. M., auf halbem Weg zwischen Morges und Lausanne, 6 km westlich der Kantonshauptstadt (Luftlinie). Das Dorf erstreckt sich am Südhang einer Geländekuppe östlich des Venogetals, im Waadtländer Mittelland, an aussichtsreicher Lage rund 20 m über dem Seespiegel des Genfersees.
Die Fläche des 1,9 km² grossen Gemeindegebiets umfasst einen Abschnitt am Nordufer des Genfersees. Der Gemeindeboden erstreckt sich vom Seeufer nordwärts den angrenzenden sanft geneigten Hang hinauf bis zur Hauptstrasse Morges-Lausanne, die fast durchgehend die Nordgrenze bildet. Die höchste Erhebung von Saint-Sulpice befindet sich mit 405 m ü. M. oberhalb des Dorfes. Die westliche Begrenzung verläuft entlang der Venoge, die mit einem Schwemmkegel in den Genfersee mündet. Im Osten reicht das Gebiet bis an die Mündung der Chamberonne. Von der Gemeindefläche entfielen 1997 74 % auf Siedlungen, 6 % auf Wald und Gehölze, 19 % auf Landwirtschaft und etwas mehr als 1 % war unproduktives Land.
Zu Saint-Sulpice gehört die Einfamilienhaus- und Villensiedlung Les Pierrettes (375 m ü. M.) am Ufer des Genfersees. Nachbargemeinden von Saint-Sulpice sind Préverenges, Denges, Ecublens und Lausanne. Das Siedlungsgebiet von Saint-Sulpice ist nahezu lückenlos mit denjenigen von Préverenges, Ecublens und Lausanne zusammengewachsen.

## Bevölkerung
Mit 5144 Einwohnern (Stand 31. Dezember 2023) gehört Saint-Sulpice zu den mittelgrossen Gemeinden des Kantons Waadt. Von den Bewohnern sind 81,6 % französischsprachig, 7,9 % deutschsprachig und 2,8 % englischsprachig (Stand 2000). Die Bevölkerungszahl von Saint-Sulpice belief sich 1900 auf 295 Einwohner. Im Lauf des 20. Jahrhunderts stieg die Bevölkerungszahl kontinuierlich, in den letzten Jahrzehnten stark an (1960 erst 1129 Einwohner).

## Wirtschaft
Saint-Sulpice war bis in die erste Hälfte des 20. Jahrhunderts ein vorwiegend durch die Landwirtschaft geprägtes Dorf. Heute hat der Ackerbau nur noch eine marginale Bedeutung in der Erwerbsstruktur der Bevölkerung.
Seit Mitte des 20. Jahrhunderts siedelten sich besonders im Venogetal zahlreiche Unternehmen an. Bedeutende Industriezweige sind der Metallbau und die Informatik. Auf dem Gemeindegebiet von Saint-Sulpice befinden sich die Behindertenwerkstätte Polyval und seit 1974 das Sportzentrum der Universität Lausanne und der École polytechnique fédérale de Lausanne EPFL (Teil des Campus Lausanne). Saint-Sulpice verfügt über einen Bootshafen am Genfersee. Seit Ende des 20. Jahrhunderts hat sich das Dorf dank seiner attraktiven Lage zu einer Wohngemeinde entwickelt.

## Verkehr
Die Gemeinde ist verkehrstechnisch gut erschlossen. Sie liegt an der Hauptstrasse 1 von Genf nach Lausanne. Der nächste Autobahnanschluss (Lausanne-Malley am 1964 eröffneten westlichen Stadtzubringer von Lausanne) ist rund 2 km vom Ort entfernt. Durch die Buslinie der Transports publics de la région lausannoise, die von Morges nach Ecublens verkehrt, ist Saint-Sulpice an das Netz des öffentlichen Verkehrs angeschlossen.

## Geschichte
Reste von Gräbern aus der Bronzezeit und der Latènezeit weisen auf eine frühe Besiedlung des Gemeindegebietes hin. Auch aus der burgundischen Zeitperiode wurde ein Gräberfeld entdeckt. Im Hochmittelalter hiess der Ort vermutlich Cheretenges. Um 1100 überliess der Bischof von Lausanne die nahe dem Seeufer stehende Kirche dem Abt Robert von Molesmes. Dieser gründete in Saint-Sulpice, das 1228 als Sanctus Surpicius erwähnt wurde, ein kleines Cluniazenserpriorat, dessen Kirche neben Saint-Sulpice auch der heiligen Maria Magdalena geweiht war. Bereits im 15. Jahrhundert war das Priorat nur noch schlecht unterhalten und wurde wahrscheinlich gegen 1500 aufgehoben.
Mit der Eroberung der Waadt durch Bern im Jahr 1536 kam Saint-Sulpice unter die Verwaltung der Vogtei Lausanne. Auch die ehemaligen Prioratsgüter überliess Bern der Stadt Lausanne. Diese baute die Konventsgebäude in ein Herrenhaus um und verkaufte die Güter. Nach dem Zusammenbruch des Ancien Régime gehörte Saint-Sulpice von 1798 bis 1803 während der Helvetik zum Kanton Léman, der anschliessend mit der Inkraftsetzung der Mediationsverfassung im Kanton Waadt aufging. 1798 wurde es dem Bezirk Morges zugeteilt.

## Sehenswürdigkeiten
Von der ehemaligen Prioratskirche Saint-Sulpice ist das romanische Querschiff mit dem charakteristischen burgundischen Vierungsturm aus dem 12. Jahrhundert erhalten. Die Kirche besitzt drei Apsiden aus der Gründungszeit; in der Hauptapsis befinden sich Fragmente von Fresken aus dem 14. Jahrhundert. Der ehemalige romanische Kapitelsaal wurde 1971 restauriert. Südwestlich der Kirche stehen die im 16. Jahrhundert in ein Herrenhaus umgewandelten Bauten des früheren Priorats.

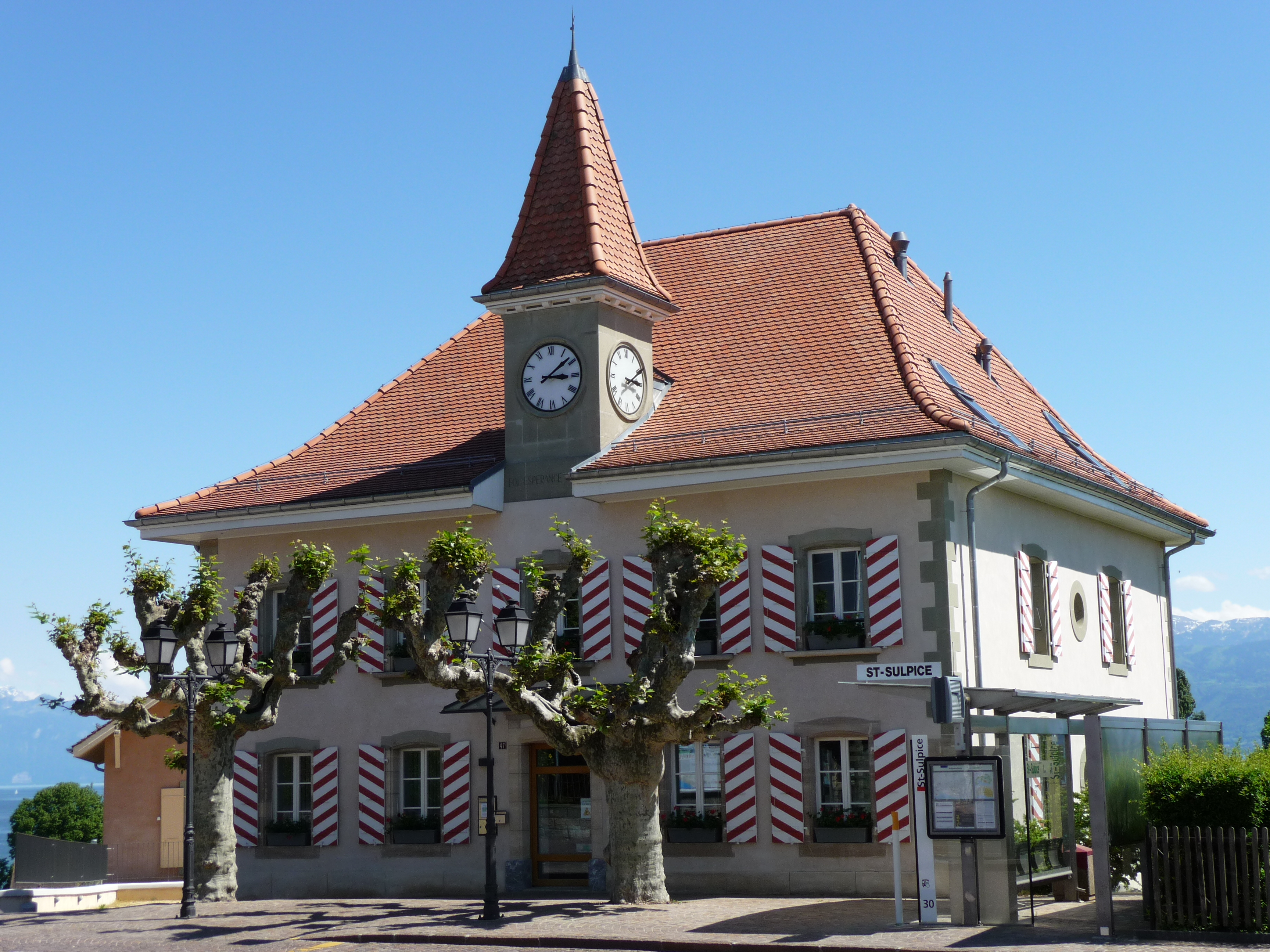
Gemeindehaus
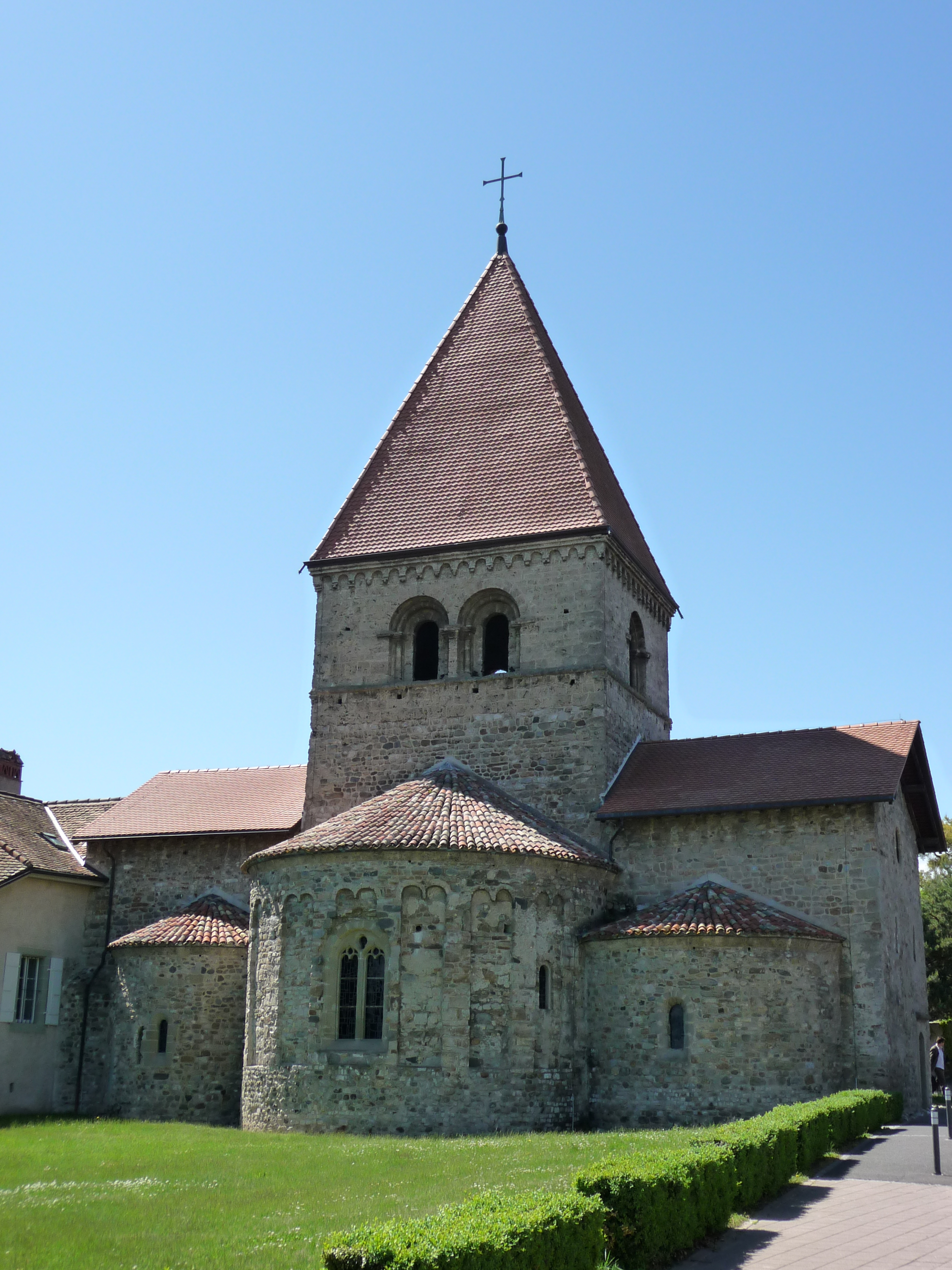
Kirche Saint-Sulpice